# .577 Tyrannosaur
.577 Tyrannosaur (.577 T-Rex, 14.9×76 мм ) — надпотужний мисливський набій, для полювання на деяких представників «Великої п'ятірки».

## Історія
Набій був розроблений у 1993 році Arthur B. Alphin, колишнім власником компанії A-Square Company, Південна Дакота, на прохання двох професійних мисливців, які мали при полюванні у Зімбабве проблеми з використанням зброї під патрон .458 Winchester Magnum, тому в якості «страхувальної» зброї при обслуговуванні клієнтів на сафарі їм потрібен був більш потужний боєприпас.
На той час набій характеризувався найвищою дульною енергією (до 13660 Дж), яка була досягнута за допомогою мисливських патронів. Через надзвичайно високу енергію, яка виникає внаслідок ваги кулі та ії початкової швидкості, необхідно використовувати монолітні тверді кулі, щоб запобігти їх розриву або руйнування при стрільбі. Тому оболонкові кулі, розроблені для калібру .577 Nitro Express, непридатні для спорядження патрона.
Патрон був розроблений «з нуля» — за основу не була взята жодна з існуючих гільз, хоча калібр .577 був широко поширеним.
Через надзвичайну потужність та маркетингові міркування, набій було названо на честь великого динозавра — тиранозавра.

## Особливості використання
.577 Tyrannosaur — є одним з найпотужніших набоїв для цивільної зброї взагалі. Енергія його кулі колосальна, вона може, при деяких способах спорядження, перевищувати 13 кДж. Такої енергії досить для надійного ураження великого слона з першого пострілу.
Застосовується патрон практично виключно за своїм основним призначенням — для стрільби по слонах і носорігу. Свої якості (перш за все, це стосується величезної зупиняючої дії кулі) він демонструє в ситуаціях, коли необхідно зупинити розлюченого звіра на близькій відстані за лічені секунди.
Відбій при стрільбі цим патроном настільки великий, що стрілок середньої комплекції може не встояти на ногах. Втім, на думку деяких авторів, це стосується тільки стрільби модифікаціями, які надають пулі початкову швидкість приблизно 730 м/с, а при швидкостях кулі близько 650 м/с відбій переноситься терпимо. Однак ті ж автори визнають, що при швидкості кулі близько 780 м/с віддача стає болючою. Компанія A-SQUARE, яка виробляє під цей патрон також і спеціальні моделі карабінів, обладнує їх трьома гасителями віддачі вбудованими у приклад капсулами, наповненими ртуттю), але і при цьому відбій залишається надзвичайно потужним.
Набій досить популярний серед професійних мисливців на велику товстошкіру дичину через, не тільки високу потужність, але і дешевизни, якщо порівнювати його з іншими патронами калібру .577 (наприклад, .577 Nitro Express). Зброя під нього, що виробляється в основному у США, також порівняно доступна за ціною у порівнянні з надзвичайно дорогими «африканськими штуцерами» відомих європейських фірм.
При всій ефективності набою, він мало поширений (незважаючи на активну рекламу) — з причини величезної віддачі, великої ваги і вартості зброї під нього, а також вузької сфери застосування. Така потужність необхідна лише мисливцям, що регулярно полюють на слонів, та й то далеко не у всіх ситуаціях.